# Bakonybánk
Bakonybánk [bakoňbánk] je vesnice v Maďarsku v župě Komárom-Esztergom, spadající pod okres Kisbér. Nachází se asi 8 km jihozápadně od Kisbéru. Žije zde 380 obyvatel, z nichž jsou (podle údajů z roku 2015) 77,4 % Maďaři, 1,6 % Romové, 0,9 % Němci a 0,2 % Arméni.
Sousedními vesnicemi jsou Bakonyszombathely, Lázi, Réde a Tápszentmiklós.